# Aneomochtherus baratovi
Aneomochtherus baratovi là một loài ruồi trong họ Asilidae. Aneomochtherus baratovi được Lehr miêu tả năm 1996. Loài này phân bố ở vùng Cổ Bắc giới.